# Les Premières Affaires de l'inspecteur Studer
Pour les articles homonymes, voir Studer.

Les Premières Affaires de l'inspecteur Studer est un recueil de nouvelles de Friedrich Glauser.
Ce recueil posthume réunit diverses nouvelles, certaines sont inédites. Contrairement à ce que pourrait faire croire le titre du recueil, il n'y a que peu de nouvelles qui mettent en scènes l'inspecteur Studer.
Voici les nouvelles qui composent ce recueil : 
Le Vieil Ensorceleur, Interrogatoire, Criminologie, Le Couple désuni, Malchance, Le roi sucre, Plainte à un mort, Des chaussures qui craquent, Une fin du monde, Le Caporal voyant, La Mort du nègre, Meurtre, suit une lettre de Stefan Brockhoff sur les dix commandements du roman policier et une réponse de Friedrich Glauser qui ne fût pas publié à l'époque.
L'inspecteur Studer n'apparaît que dans Le Vieil Ensorceleur, Le Couple désuni, Des chaussures qui craquent et, grâce à une simple phrase, dans Une fin du monde.